# Cortyta striata
Cortyta striata là một loài bướm đêm trong họ Erebidae.